# Arany spirál

Hozzávetőleges és valódi arany spirálok: a zöld spirált a négyzetek belsejét érintő negyedkörök alkotják, míg a vörös spirál egy arany spirál, a logaritmikus spirál egyik fajtája. Az egymást fedő részek sárga színnel jelennek meg. A nagyobb négyzet oldalától a következő kisebb négyzetig elhelyezkedő szakasz hossza az aranymetszés

Egy Fibonacci-spirál megközelíti az arany spirált. A fenti „örvénylő téglalap-diagram” az aranymetszésen alapul, míg az arany spirál négyzeteken alapul, amik oldalai egész Fibonacci-számok, azaz 1, 1, 2, 3, 5, 8, 13, 21 és 34

A geometriában az arany spirál egy logaritmikus spirál, aminek a tágulási faktora, a b a φ-hez, az aranymetszéshez kötődik. Egyedi módon, egy arany spirál a φ faktorával szélesedik, vagy kerül távolabb kezdőpontjától minden negyedkör után, amit megtesz.

## Képlet
Egy arany spirál poláris egyenlete ugyanaz, mint más logaritmikus spiráloké, de egy b különleges értékkel:
{\displaystyle r=ae^{b\theta }\,}
vagy
{\displaystyle \theta ={\frac {1}{b}}\ln(r/a),}
ahol az {\displaystyle e} a természetes logaritmusok alapja, az {\displaystyle a} egy tetszőleges pozitív valódi állandó, és a {\displaystyle b} pedig (amikor a {\displaystyle \theta } egy derékszög (mindkét irányban egy negyed fordulat)):
{\displaystyle e^{b\theta _{\mathrm {right} }}\,=\phi }
Így, a {\displaystyle b}
{\displaystyle b={\ln {\phi } \over \theta _{\mathrm {right} }}.}
A {\displaystyle b} számértéke függ attól, hogy a derékszöget 90 foknak, vagy {\displaystyle \textstyle {\frac {\pi }{2}}} radiánnak vesszük; és mivel a szög mindkét irányban lehet, könnyebb a {\displaystyle b} abszolútértékével leírni a képletet ({\displaystyle b} lehet ennek az értéknek az ellentettje is):
{\displaystyle |b|={\ln {\phi } \over 90}=0,0053468\,} {\displaystyle \theta } foknál;
{\displaystyle |b|={\ln {\phi } \over \pi /2}=0,306349\,} {\displaystyle \theta } radiánnál
Egy logaritmikus és egy arany spirál másik képlete:
{\displaystyle r=ac^{\theta }\,}
ahol a {\displaystyle c} állandó
{\displaystyle c=e^{b}\,}
ami az arany spirálnál a {\displaystyle c} ilyen értékeit adja meg:
{\displaystyle c=\phi ^{\frac {1}{90}}\doteq 1,0053611}
ha a {\displaystyle \theta } fokokban mérendő, és
{\displaystyle c=\phi ^{\frac {2}{\pi }}\doteq 1,358456}
ha {\displaystyle \theta } radiánokban mérendő.

## Az arany spirál közelítései
Sok hasonló spirál van, ami megközelíti, de nem éri el az arany spirált. Ezeket sokszor tévesztik össze az arany spirállal.
Egy arany spirált meg lehet közelíteni egy „örvénylő téglalap-diagrammal”, ahol a négyzetek ellenkező sarkai, amiket kígyózó arany téglalapok alkotnak, negyedkörökkel vannak összekötve. A végeredmény nagyon hasonló egy valódi arany spirálhoz (lásd a jobb felső sarokban lévő képet).
Egy másik közelítés a Fibonacci-spirál, ami nem valódi logaritmikus spirál. Minden negyedfordulat után a Fibonacci-spirál nem φ-vel lesz szélesebb, hanem egy változó tényezővel, ami a Fibonacci-számok egymást követő tagjaival van összefüggésben. Az egymást követő tagok a Fibonacci-sorozatban megközelítik a φ-t, tehát a két spirál nagyon hasonló lesz. (lásd a jobb alsó sarokban lévő képet).

## Spirálok a természetben
A természetben megközelítő logaritmikus spirálok előfordulhatnak (például a spirális galaxisok elágazásai). Néha azt mondják, hogy a nautilus kagylói az arany spirál mintájára tágulnak, és így nem csak a φ-hez kötődnek, de a Fibonacci-sorozathoz is. Az igazság az, hogy a nautilus-kagylók, és sok más puhatestű kagylói egy logaritmikus spirál tágulási mintáját követik, de egy megkülönböztethetően más szögben, mint ami az arany spirálnál van. Ez a minta engedi meg az élőlénynek, hogy alakváltozás nélkül növekedjen. Sok spirál fordul elő a természetben; az arany spirál csak egy speciális fajta.